# 山东省历史文化名村
山东省历史文化名村由山东省政府公布，已公布70座，其中9座已升格为中国历史文化名村，现有61座山东省历史文化名村。
第一批：
第二批： 
第三批： 
第四批：40个

## 分市名单

### 济南市
- 章丘区官庄镇朱家峪村（已升格为第二批中国历史文化名村）
- 章丘区刁镇旧军庄村
- 章丘区双山街道三涧溪村
- 章丘区相公庄街道梭庄村（已升格为第七批中国历史文化名村）
- 章丘区普集街道博平村（4）
- 章丘区文祖街道三德范村（4）
- 章丘区文祖街道石子口村（4）
- 章丘区文祖街道黄露泉村（4）
- 章丘区官庄街道东矾硫村（4）
- 长清区归德街道土屋村（4）
- 莱芜区茶业口镇上王庄村（4）

### 淄博市
- 淄川区洪山镇蒲家庄村（已升格为第七批中国历史文化名村）
- 淄川区太河镇永泉村（4）
- 淄川区太河镇土泉村（4）
- 淄川区太河镇西石村（4）
- 淄川区太河镇罗圈村（4）
- 淄川区昆仑镇张李村（4）
- 淄川区寨里镇南峪村（4）
- 博山区山头街道古窑村（4）
- 周村区王村镇万家村（4）
- 周村区王村镇李家疃村（已升格为第五批中国历史文化名村）
- 淄川区峨庄乡北上端世村

### 枣庄市
- 山亭区冯卯镇水山村（4）

### 烟台市
- 莱州市沙河镇湾头村
- 招远市辛庄镇大涝洼村
- 招远市辛庄镇孟格庄村
- 招远市张星镇徐家村（已升格为第七批中国历史文化名村）
- 招远市辛庄镇高家庄子村（已升格为第六批中国历史文化名村）
- 福山区回里镇善疃村（4）
- 福山区回里镇土峻头村（4）
- 福山区回里镇刘家庄村（4）
- 牟平区龙泉镇马家都村（4）
- 龙口市诸由观镇西河阳村（4）
- 龙口市徐福街道桑岛村（4）
- 龙口市芦头镇庵夼村（4）
- 招远市张星镇段家洼村（4）
- 蓬莱市北沟镇北林院村（4）

### 潍坊市
- 寒亭区寒亭街道杨家埠村
- 安丘市辉渠镇雹泉村
- 安丘市辉渠镇黄石板坡村
- 昌邑市龙池镇齐西村（已升格为第七批中国历史文化名村）
- 安丘市石埠子镇庵上村
- 昌邑市卜庄镇姜泊村（4）
- 青州市王坟镇赵家峪村
- 青州市五里镇井塘村
- 青州市弥河镇上院村

### 济宁市
- 嘉祥县卧龙山街道双凤村（4）
- 嘉祥县纸坊镇武翟山村（4）
- 嘉祥县马村镇李楼村（4）
- 梁山县水泊街道前集村（4）
- 邹城市石墙镇上九山村（4，（已升格为第五批中国历史文化名村））
- 邹城市香城镇西徐桃园村（4）
- 曲阜市南辛镇夫子洞村
- 曲阜市小雪街道东凫村

### 威海市
- 文登市高村镇万家村

### 泰安市
- 肥城市孙伯镇南栾村
- 东平县老湖镇梁林村
- 东平县银山镇南堂子村
- 东平县银山镇东腊山村
- 肥城市孙伯镇大石桥村（4）
- 东平县银山镇西腊山村（4）

### 日照市
- 莒县东莞镇大沈刘庄村（4）

### 临沂市
- 沂南县马牧池乡长山古村
- 沂水县马站镇关顶村
- 沂水县夏蔚镇王庄村（4）
- 沂水县院东头镇四门洞村（4）
- 沂水县院东头镇桃棵子村（4）

### 聊城市
- 莘县大张家镇红庙村（4）

### 菏泽市
- 巨野县核桃园镇前王庄村（4，已升格为第七批中国历史文化名村））
- 巨野县核桃园镇付庙村（4）